# Общероссийское голосование по поправкам к Конституции России
Общероссийское голосование по вопросу одобрения изменений в Конституцию Российской  Федерации проводилось с 25 июня по 1 июля 2020 года. Последний — основной — день голосования (среда) был объявлен выходным. Жители Москвы и Нижегородской области с 25 по 30 июня по желанию могли голосовать электронно.
В январе 2020 года президент России Владимир Путин предложил ряд поправок к Конституции страны и внёс в Государственную думу соответствующий законопроект. Впоследствии, в марте 2020, он был принят (Закон о поправке от 14.03.2020 № 1-ФКЗ «О совершенствовании регулирования отдельных вопросов организации и функционирования публичной власти»).
Согласно пункту 5 статьи 3 Закона, коррективы вступают в силу в случае их одобрения большинством участников общероссийского голосования.
Вопрос в бюллетене звучал следующим образом: «Вы одобряете изменения в Конституцию Российской Федерации?».
При этом главная поправка к Конституции была в отношении сроков действующего президента Владимира Путина, в результате которой произошло «обнуление» его президентских сроков, что дало возможность Путину выдвигаться на президентский пост ещё на два раза и в случае победы на следующих выборах — в 2024-м и 2030-м — руководить страной до 2036 года, то есть четыре периода один за другим. При этом обозреватели отмечали, что самое важное изменение в Конституции было «спрятано» среди множества других поправок.
Всего же было внесено 206 изменений, затрагивающих главы 3—8 Основного документа (о федеративном устройстве, президенте, парламенте, правительстве, судебной власти и прокуратуре, местном самоуправлении).
С учётом поправок, в Конституции впервые упомянуты, например, брак — союз мужчины и женщины, вера в Бога, а также Государственный Совет. Русский язык, имеющий статус официального, назван «языком государствообразующего народа». Из положения, ограничивающего время правления «двумя сроками подряд», убрано слово «подряд». Зафиксировано право Конституционного суда в установленном законом порядке разрешать вопрос о возможности исполнения Россией решений международных организаций (орган обладает данным полномочием с 2015 года).
Голосование проводилось согласно особому порядку. На данный плебисцит не распространялось действие законов «Об основных гарантиях <…> права на участие в референдуме <…>» и «О референдуме <…>». Вследствие этого формулировка вопроса, вынесенного на голосование, не проверялась, агитация и её финансирование не регулировались, наблюдение было ограничено, были задействованы не применяемое в России на федеральных выборах (за исключением отдалённых и труднодоступных местностей) досрочное голосование и опробованное один раз (на выборах в Московскую городскую думу в 2019-м) электронное голосование.
Результаты голосования вызвали сомнения у экспертов, политиков, российских и иностранных СМИ. В частности, сообщается о вбросах (или приписываниях) свыше 22 миллионов голосов за итоговый вариант «Да».
Голосование проводилось и на территории аннексированного в 2014 году Крыма. Согласно заявлениям российских властей Крыма, явка при голосовании составила 81 %, а «за» проголосовали 90 %.
3 июля 2020 года президент Владимир Путин подписал указ «Об официальном опубликовании Конституции Российской Федерации с внесёнными в неё поправками».

## Предыстория
Конституция России была принята на всенародном голосовании 12 декабря 1993 года и состоит из девяти глав. Порядок пересмотра 1-й, 2-й и 9-й глав закреплён в статье 135 Конституции и требует созыва Конституционного собрания для принятия новой Конституции. Порядок изменения глав с 3-й по 8-ю определён в статье 136 и требует принятия закона о поправке к Конституции Российской Федерации по процедуре, аналогичной, но не идентичной ввиду требования ратификации поправки региональными законодательными органами, принятию федерального конституционного закона.
За время действия Конституции в неё был внесён ряд изменений. Наиболее общественно значимыми были поправки, предложенные в президентском послании 2008 года, увеличивающие срок полномочий президента Российской Федерации с 4 до 6 лет, а Государственной думы — с 4 до 5. В начале 2014 года произошло объединение Верховного и Высшего арбитражного судов Российской Федерации, что потребовало внесения изменений в Конституцию, а затем состав Совета Федерации пополнили «представители Российской Федерации», которые назначаются (могут назначаться) президентом России. Также в Конституцию вносились изменения, связанные с ликвидацией и образованием, переименованием субъектов Федерации.

## Поправки 2020 года
В послании Федеральному собранию 15 января 2020 года президент России Владимир Путин предложил внести в Конституцию ряд поправок.
20 января Путин внёс в Государственную думу законопроект «О совершенствовании регулирования отдельных вопросов организации публичной власти» Архивная копия от 24 января 2020 на Wayback Machine. 23 января депутаты Думы единогласно приняли его в первом чтении.
В отличие от референдума, для признания данного общероссийского голосования состоявшимся не требуется уровень явки более 50 %. Был выбран пакетный вариант голосования — разом по всем изменениям (более 200). Глава ЦИК Элла Памфилова заявила, что голосование по каждой поправке отдельно немыслимо с технической точки зрения (бюллетень объёмом в десятки листов); сравнила предстоящий плебисцит с «комплексным обедом».
При проведении всенародного голосования в 1993 году Конституция Российской Федерации считалась принятой, если за неё проголосовало более половины участников голосования, а само оно считалось действительным, если в нём приняло участие более половины избирателей страны.
14 февраля 2020 года президент подписал распоряжение № 32-рп «Об организации подготовки проведения общероссийского голосования по вопросу одобрения изменений в Конституцию РФ». Оно предоставило Центральной избирательной комиссии соответствующие полномочия.
2 марта 2020 года президент Путин внёс второй пакет поправок.
10 марта 2020 года состоялось обсуждение поправок в рамках второго чтения Государственной думы. Окончательно поправки затронули сорок одну статью Конституции с 3-й по 8-ю главу. Также была предложена поправка депутата от «Единой России» Александра Карелина о досрочных выборах в Государственную думу в 2020 году. Депутат от «Единой России» Валентина Терешкова предложила отменить ограничения по числу президентских сроков или же позволить повторно избираться на пост президента Владимиру Путину («обнулить» число уже проведённых им на посту президента сроков). После Терешковой выступил сам Путин, поддержав возможность своего переизбрания, но отвергнув предложение о проведении досрочных парламентских выборов (впоследствии отозвано). Также глава государства заявил о необходимости получить заключение Конституционного суда о соответствии поправок действующей Конституции (фундаментальным главам 1, 2 и 9).
Во втором чтении за внесение поправок проголосовали 382 депутата, против — 0, воздержались — 44 (КПРФ и 1 справедливоросс). На следующий день (11 марта) было проведено окончательное — третье чтение, по итогам которого: за — 383, против — 0, 43 воздержались (КПРФ).
Сразу после высказался Совет Федерации — 160 голосов за, 1 против (Вячеслав Мархаев), трое воздержались. Законодательные собрания всех регионов страны (необходимый минимум — ⅔ субъектов) также утвердили предлагаемые изменения. 14 марта 2020 года президент, подписав закон о поправках, направил в КС запрос об их проверке. 16 марта Конституционный суд вынес одобрительное решение. В этом заключении КС не оценивал согласованность с законом «О порядке принятия и вступления в силу поправок к Конституции РФ» требования о голосовании.
17 марта 2020 года Путин подписал указ «О назначении общероссийского голосования по вопросу одобрения изменений в Конституцию РФ [на 22 апреля]». В указе был сформулирован вопрос, выносимый на общероссийское голосование: «Вы одобряете изменения в Конституцию Российской Федерации?». При этом на встрече с главой ЦИК РФ Эллой Памфиловой Путин заявил, что голосование может быть перенесено из-за сложной эпидемиологической ситуации, вызванной распространением коронавирусной инфекции COVID-19. Впоследствии так и случилось.

## Дата голосования
На встрече с рабочей группой 26 февраля 2020 года по изменению Конституции РФ Путин поддержал дату проведения общероссийского голосования 22 апреля 2020 года.
25 марта в своём обращении к народу Путин объявил о переносе даты голосования с 22 апреля на более поздний срок в связи со всемирной пандемией коронавирусной инфекции COVID-19, которая затронула в том числе и Россию. В тот же день был подписан соответствующий указ.
21 мая ЦИК РФ постановил возобновить подготовку к проведению голосования по поправкам в конституцию. Возобновляется изготовление бюллетеней, подготовка информационных материалов.
1 июня после видеоконференции с членами рабочей группы и ЦИК Путин подписал указ о проведении общероссийского голосования 1 июля.

## Порядок голосования
В связи с пандемией коронавирусной инфекции COVID-19 по рекомендации Роспотребнадзора были приняты особые противоэпидемиологические мероприятия. Одной из мер стало продлённое голосование. С 25 по 30 июня проходило так называемое «голосование до дня голосования», которое помогло снизить число голосующих, одновременно находящихся на участке. По прогнозам ЦИК, количество голосующих на участке не должно было превышать 8—12 человек в час. Для безопасности перед входом на избирательный участок измерялась температура тела, участки были обеспечены одноразовыми масками и перчатками, санитайзерами, одноразовыми ручками, дезинфицирующими ковриками, а также разметками социального дистанцирования.
Также на заседании ЦИК 2 июня были предусмотрены несколько вариантов голосования: вне УИК, привязанной к адресу регистрации, с помощью механизма Мобильный избиратель; вне помещения для голосования (на придомовых территориях), а также бесконтактное голосование на дому. В рамках этого плебисцита для голосования на дому не требовалась уважительной причины, а желаемое время УИК согласовывала с голосующим. Эти варианты голосования были доступны не только 1 июля, но и в период с 25 по 30 июня. Подача заявок была открыта до 21 июня, для этого следовало подать заявление (в том числе и устное, по телефону) о голосовании по месту нахождения — в территориальную избирательную комиссию (ТИК), УИК, МФЦ или через портал «Госуслуг». Для голосующих на дому также предусматривались меры защиты: внутрь квартиры или дома члены комиссии и наблюдатели не входили, все они были в средствах индивидуальной защиты, также комплект с маской, перчатками, ручкой, антисептиком члены выездной комиссии привозили с собой для участника голосования.
Для двух регионов — Москвы и Нижегородской области — было доступно дистанционное электронное голосование (ДЭГ), впервые опробованное в Москве в 2017 году при голосовании жителей о возможном включении их домов в программу реновации жилья в Москве, при котором существовала возможность проверки своего голоса на сервисе «Активный гражданин» или на сайте мэрии, а затем на выборах в Московскую городскую думу в 2019 году. Запись на него велась до 14 часов 21 июня, оно прошло с утра 25 июня до конца дня 30 июня. Во избежание «накруток» избиратели, чьи персональные кабинеты на порталах mos.ru и gosuslugi.ru созданы после 5 июня, не могли принять участие в электронном голосовании. К голосованию допускались только те пользователи, которые успешно прошли проверку и сопоставление с данными в ГАС «Выборы». Также блокировались аккаунты при смене номера телефона. Для дистанционного электронного голосования были созданы единый портал 2020og.ru, а также специальная территориальная комиссия. После голосования проверить свой голос невозможно, в отличие от голосования по реновации. Такой подход обусловлен системой безопасности, которая предполагает наличие пяти ключей шифрования, доступ к которым имеют представители избиркома Москвы и Нижнего Новгорода, движения «Голос» и Общественного штаба. После окончания общероссийского голосования ключи будут объединены для раскрытия информации о поданных голосах для начала процесса их подсчёта.
На зарубежных участках действовал отдельный режим голосования. Каждое посольство и консульство будет самостоятельно определять, можно ли проголосовать до 1 июля.
Наблюдать за голосованием и контролировать его могли три категории участников: члены комиссии с правом решающего голоса, наблюдатели и представители СМИ. Участковые комиссии формировались заранее, наблюдателей на общероссийское голосование могли направлять региональные общественные палаты по заранее поданным заявкам, а представители СМИ должны были иметь договор с редакцией, заключённый не позднее чем за два месяца до назначения голосования. Заявлялось, что на этапе предварительного голосования ЦИК будет ежедневно публиковать данные о явке, подсчёт голосов за и против будет проводиться только после закрытия голосования 1 июля.

## Опросы населения
|                       | | | Если бы вы приняли участие в голосовании, то проголосовали бы за или против предложенных поправок?                                 | Если бы вы приняли участие в голосовании, то проголосовали бы за или против предложенных поправок?                                 | Если бы вы приняли участие в голосовании, то проголосовали бы за или против предложенных поправок?                                 | Если бы вы приняли участие в голосовании, то проголосовали бы за или против предложенных поправок?                                 | |
| Дата                  | Опросчик/заказчик | Выборка | Явка | «За» | «Против» | «Затрудняюсь ответить» | Разница «за» — «против» |
| --------------------- | --- | --- | --- | --- | --- | --- | --- |
| 25 июня               | «Ромир» Архивная копия от 30 июня 2020 на Wayback Machine                                                                          | 1500 | — | 29 % | 40 % | 31 % | −11 % |
| 18—24 июня            | Группа Белановского Архивная копия от 30 июня 2020 на Wayback Machine                                                              | 1267 | 60 % | 35 % | 39 % | 26 % | −4 % |
| 17—18 июня            | Russian Field/Роман Юнеман Архивная копия от 9 сентября 2021 на Wayback Machine                                                    | date=(Москва) | — | 46,4 % | 43,3 % | 10,3 % | 3,1 % |
| 17—18 июня            | Russian Field/Роман Юнеман Архивная копия от 9 сентября 2021 на Wayback Machine                                                    | date=(Москва) | 72,2 % | 41 % | 26 % | 5 % | 15 % |
| 15 июня               | ВЦИОМ Архивная копия от 24 июня 2020 на Wayback Machine                                                                            | 1600 | 68 % | — | — | — | — |
| 1—3 июня              | Superjob Архивная копия от 4 июня 2020 на Wayback Machine                                                                          | 1600 | 45 % | 18 % | 42 % | 28 % | −24 % |
| 2 июня                | ВЦИОМ Архивная копия от 4 июня 2020 на Wayback Machine                                                                             | 1600 | 67 % | 61 % | 21 % | 18 % | 40 % |
| 1 июня                | Президент РФ Владимир Путин назначил общероссийское голосование на 1 июля 2020 года                                                | Президент РФ Владимир Путин назначил общероссийское голосование на 1 июля 2020 года                                                | Президент РФ Владимир Путин назначил общероссийское голосование на 1 июля 2020 года                                                | Президент РФ Владимир Путин назначил общероссийское голосование на 1 июля 2020 года                                                | Президент РФ Владимир Путин назначил общероссийское голосование на 1 июля 2020 года                                                | Президент РФ Владимир Путин назначил общероссийское голосование на 1 июля 2020 года                                                | Президент РФ Владимир Путин назначил общероссийское голосование на 1 июля 2020 года                                                |
| 22—24 мая             | Левада-Центр Архивная копия от 30 декабря 2020 на Wayback Machine                                                                  | 1623 | — | 44 % | 32 % | 24 % | 12 % |
| 22—24 мая             | Левада-Центр Архивная копия от 30 декабря 2020 на Wayback Machine                                                                  | 1069 | 66 % | 55 % | 25 % | 19 % | 30 % |
| 22—26 мая             | ВЦИОМ Архивная копия от 19 сентября 2020 на Wayback Machine                                                                        | 1600 | 66 % | 61 % | 22 % | 17 % | 39 % |
| 24—27 апреля          | Левада-Центр Архивная копия от 19 декабря 2020 на Wayback Machine                                                                  | 1608 | — | 47 % | 31 % | 22 % | 16 % |
| 24—27 апреля          | Левада-Центр Архивная копия от 19 декабря 2020 на Wayback Machine                                                                  | 1050 | 65 % | 58 % | 25 % | 17 % | 33 % |
| 24—26 апреля          | ЦИПКР Архивная копия от 9 декабря 2020 на Wayback Machine                                                                          | 1500 | 59 % | 35 % | 26 % | 37 % | 9 % |
| 17 апреля             | ВЦИОМ Архивная копия от 19 сентября 2020 на Wayback Machine                                                                        | 1600 | 66 % | 50 % | 26 % | 24 % | 24 % |
| 2 апреля              | ЦИПКР Архивная копия от 9 декабря 2020 на Wayback Machine                                                                          | 1500 | 67 % | 37 % | 25 % | 34 % | 12 % |
| 25 марта              | Владимир Путин отложил общероссийское голосование на неопределённый срок из-за пандемии COVID-19                                   | Владимир Путин отложил общероссийское голосование на неопределённый срок из-за пандемии COVID-19                                   | Владимир Путин отложил общероссийское голосование на неопределённый срок из-за пандемии COVID-19                                   | Владимир Путин отложил общероссийское голосование на неопределённый срок из-за пандемии COVID-19                                   | Владимир Путин отложил общероссийское голосование на неопределённый срок из-за пандемии COVID-19                                   | Владимир Путин отложил общероссийское голосование на неопределённый срок из-за пандемии COVID-19                                   | Владимир Путин отложил общероссийское голосование на неопределённый срок из-за пандемии COVID-19                                   |
| 19—25 марта           | Левада-Центр Архивная копия от 10 июня 2020 на Wayback Machine                                                                     | 826 | — | 40 % | 34 % | 26 % | 6 % |
| 19—25 марта           | Левада-Центр Архивная копия от 10 июня 2020 на Wayback Machine                                                                     | 798 | 55 % | 45 % | 41 % | 14 % | 4 % |
| 13—25 марта           | ФБК Архивная копия от 16 июня 2020 на Wayback Machine                                                                              | 1000 | — | 56 % | 28 % | 16 % | 28 % |
| 17 марта              | Владимир Путин назначил общероссийское голосование на 22 апреля 2020 года                                                          | Владимир Путин назначил общероссийское голосование на 22 апреля 2020 года                                                          | Владимир Путин назначил общероссийское голосование на 22 апреля 2020 года                                                          | Владимир Путин назначил общероссийское голосование на 22 апреля 2020 года                                                          | Владимир Путин назначил общероссийское голосование на 22 апреля 2020 года                                                          | Владимир Путин назначил общероссийское голосование на 22 апреля 2020 года                                                          | Владимир Путин назначил общероссийское голосование на 22 апреля 2020 года                                                          |
| 11 марта              | ВЦИОМ Архивная копия от 10 июня 2020 на Wayback Machine                                                                            | 1600 | 69 % | 64 % | 15 % | 21 % | 49 % |
| 10 марта              | Владимир Путин во время выступления в Государственной думе поддержал «поправку Терешковой» об «обнулении» его президентских сроков | Владимир Путин во время выступления в Государственной думе поддержал «поправку Терешковой» об «обнулении» его президентских сроков | Владимир Путин во время выступления в Государственной думе поддержал «поправку Терешковой» об «обнулении» его президентских сроков | Владимир Путин во время выступления в Государственной думе поддержал «поправку Терешковой» об «обнулении» его президентских сроков | Владимир Путин во время выступления в Государственной думе поддержал «поправку Терешковой» об «обнулении» его президентских сроков | Владимир Путин во время выступления в Государственной думе поддержал «поправку Терешковой» об «обнулении» его президентских сроков | Владимир Путин во время выступления в Государственной думе поддержал «поправку Терешковой» об «обнулении» его президентских сроков |
| 7 марта               | ЦИПКР Архивная копия от 9 декабря 2020 на Wayback Machine                                                                          | 1500 | 59 % | 29 % | 17 % | 52 % | 12 % |
| 6 марта               | ВЦИОМ Архивная копия от 10 июня 2020 на Wayback Machine                                                                            | 1600 | 66 % | 42 % | 17 % | 41 % | 25 % |
| 3 марта               | ВЦИОМ Архивная копия от 10 июня 2020 на Wayback Machine                                                                            | 1600 | 67 % | 55 % | 12 % | 33 % | 43 % |
| 27—28 февраля         | Superjob Архивная копия от 2 марта 2020 на Wayback Machine                                                                         | 1600 | 45 % | — | — | — | — |
| 20—26 февраля         | Левада-Центр Архивная копия от 9 декабря 2020 на Wayback Machine                                                                   | 1600 | 72 % | 25 % | 10 % | 37 % | 15 % |
| февраль               | ФОМ Архивная копия от 28 февраля 2020 на Wayback Machine                                                                           | 1500 | 64 % | — | — | — | — |
| 20 февраля            | ВЦИОМ Архивная копия от 10 июня 2020 на Wayback Machine                                                                            | 1600 | 66 % | — | — | — | — |
| 12 февраля            | ВЦИОМ Архивная копия от 10 июня 2020 на Wayback Machine                                                                            | 1600 | 61 % | 46 % | 16 % | 38 % | 30 % |
| 27 января — 6 февраля | ФБК Архивная копия от 16 июня 2020 на Wayback Machine                                                                              | 1000 | — | 67 % | 18 % | 15 % | 49 % |

Результаты опросов показывают большой разброс прогнозов относительно явки и итогового решения по поправкам. Разницу эксперты связывают с несколькими факторами: с особенностями в формулировках вопросов и изначальной ориентацией на разные аудитории. В частности, ВЦИОМ опрашивает по телефону всех совершеннолетних россиян, а SuperJob — через интернет экономически активное население крупных и средних городов. Телефонный опрос, проведённый Фондом борьбы с коррупцией по методикам, схожим с ВЦИОМом, показал схожие результаты.
Цитируемые сообщения о критике соцопросов ВЦИОМа (например, широко цитируемые слова социолога Марии Волькенштейн, что при опросе в марте 2020 не стали учитывать её негативное мнение о поправках, так как «квота на таких людей закрыта») являются отражением долгосрочного тренда на снижение доверия населения к данным соцопросов (ещё в 2018 году 37 % респондентов не доверяли данным опросов).
Тем не менее, последний опрос ВЦИОМа от 15 июня фиксирует, что дату проведения общероссийского голосования знают 83 % респондентов, намерение пойти на голосование высказали 68 %, не будут голосовать 17 %.

## Ход голосования

### 25 июня
В первый день, по данным ЦИК, в голосовании приняли участие более 10 млн человек, явка составила 9,2 % от общего числа избирателей. Наиболее активными регионами стали Московская область (445,5 тыс.), Москва (без ДЭГ — 423,2 тыс.), Краснодарский край (412,5 тыс.), Татарстан (357,5 тыс.), Санкт-Петербург (349,5 тыс.) и Ростовская область (321 тыс.). В онлайн-голосовании, по данным ЦИКа, приняли участие более 683 тыс. человек, или более 57 % от общего числа зарегистрировавшихся.
Также, по данным ЦИК, в предварительном голосовании приняли участие 86,5 тысячи человек — в труднодоступных районах и на судах дальнего плавания. Кроме того, успели проголосовать 3,3 тысячи человек, находящихся за рубежом.
ЦИК сообщал о DDoS-атаке на сайт комиссии.

### 26 июня
К 19:30 явка на электронном голосовании суммарно по Москве и Нижнему Новгороду составила 66 %.

### 27 июня
Общая явка на утро 27 июня составила 19,49 %, явка в системе электронного голосования составила 71,5 %. Сообщалось о попытке атаки на систему онлайн-голосования Mos.ru.

### 28 июня
По данным Центризбиркома, по состоянию к утру 28 июня проголосовали 30 млн 917 тыс. 512 человек, в том числе дистанционно 903,3 тыс. Общая явка составила 28,46 %, в электронном голосовании приняли участие 77,06 % от числа зарегистрированных. Больше всего граждан проголосовали в Тыве — явка составила 41,98 %. Меньше всего — 22,45 % — в Хабаровском крае.
ЦИК сообщал о поступивших 4870 жалобах на возможные нарушения, в том числе 115 обращений о возможном принуждении и использовании административного ресурса при проведении голосования по поправкам. ЦИК также сообщил о новой DDoS-атаке.
ВЦИОМ представил суммарные данные по четырём дням голосования. Опрос проводился на 800 избирательных участках в 25 субъектах РФ .

### 29 июня
К 9 утра по московскому времени явка на электронное голосование превысила 82 %, проголосовали более 960 тыс. человек.

### 30 июня
Российский космонавт-испытатель Анатолий Иванишин стал первым в мире человеком, проголосовавшем с орбиты. Во время 63-й долговременной экспедиции на Международную космическую станцию бортинженер принял участие в электронном голосовании по поправкам к Конституции РФ.

### 1 июля
Выпускающий редактор российской версии журнала Forbes Юлия Котова указывала, что по данным экзитпола ВЦИОМ, которые были опубликованы после закрытия избирательных участков, поправки поддержали 71,2 % избирателей и против выступили 28,3 %, а по сообщению Фонда «Общественное мнение», данные экзитпола составили 70 % поддержки. В то же время она отметила, что данные экзитпола политической партии «Яблоко» показали, что в Москве 44,70 % респондентов высказались за и 54,44 % — против, а из экзитпола общественной кампании «Нет!» следовало, что в Москве 44,91 % респондентов проголосовали за поправки и против — 54,89 %, а в Санкт-Петербурге 36,69 % опрошенных — за и 63,07 % — против.

### Экзитпол
| Дата (время)    | Опросчик/заказчик                                       | Выборка    | «Да»   | «Нет»  | Испортили бюллетень | Отказались ответить | Разница «за» — «против» |
| --------------- | ------------------------------------------------------- | ---------- | ------ | ------ | ------------------- | ------------------- | ----------------------- |
| 25—29 июня      | ФОМ Архивная копия от 30 июня 2020 на Wayback Machine   | 35 тыс.    | 78,2 % | 21,2 % | 0,6 %               | н/д                 | 57,0 %                  |
| 25—28 июня      | ВЦИОМ Архивная копия от 29 июня 2020 на Wayback Machine | 163,1 тыс. | 76 %   | 23,6 % | 0,4 %               | 29,4 %              | 51,9 %                  |
| 28 июня (21:00) | ВЦИОМ Архивная копия от 29 июня 2020 на Wayback Machine | н/д        | 75,7 % | 23,8 % | 0,5                 | 28 %                | 52,4 %                  |
| 27 июня         | ВЦИОМ Архивная копия от 29 июня 2020 на Wayback Machine | н/д        | 76,2 % | 23,6 % | 0,2 %               | 28,9 %              | 52,6 %                  |
| 26 июня         | ВЦИОМ Архивная копия от 29 июня 2020 на Wayback Machine | н/д        | 76,9 % | 22,5 % | 0,6 %               | 29,8 %              | 54,4 %                  |
| 26 июня (15:00) | ФОМ Архивная копия от 26 июня 2020 на Wayback Machine   | н/д        | 78,6 % | 20,6 % | 0,8 %               | н/д                 | 58 %                    |
| 25 июня (17:00) | ВЦИОМ Архивная копия от 26 июня 2020 на Wayback Machine | 15 124     | 72,9 % | 26,6 % | 0,5 %               | 31,3 %              | 46,3 %                  |

## Результаты
| Место                                                          | Выбор                                 | Голосов     | %     |
| -------------------------------------------------------------- | ------------------------------------- | ----------- | ----- |
| Распределение голосов                                          |                                       |             |       |
| 1.                                                             | «Да»                                  | 57 747 288  | 77,92 |
| 2.                                                             | «Нет»                                 | 15 761 978  | 21,27 |
| Число недействительных бюллетеней                              | Число недействительных бюллетеней     | 604 951     |       |
| Бюллетени                                                      |                                       |             |       |
| Число бюллетеней в урнах                                       | Число бюллетеней в урнах              | 74 114 217  | 99,86 |
| Число унесённых с участков бюллетеней                          | Число унесённых с участков бюллетеней | 101 338     | 0,14  |
| Явка                                                           | Явка                                  | 74 215 555  | 67,97 |
| Число избирателей                                              | Число избирателей                     | 109 190 337 | 100   |
| Источник: ЦИК Архивная копия от 1 июля 2020 на Wayback Machine |                                       |             |       |

### Результаты по субъектам федерации
| Регион                                                         | Явка (в %) | «Да»       | «Да»  | «Нет»      | «Нет» | Недействительные бюллетени | Недействительные бюллетени |
| Регион                                                         | Явка (в %) | Голосов    | %     | Голосов    | %     | Кол-во                     |                            |
| -------------------------------------------------------------- | ---------- | ---------- | ----- | ---------- | ----- | -------------------------- | -------------------------- |
| Чеченская Республика                                           | 95,14      | 712 909    | 97,92 | 14 132     | 1,94  | 986                        |                            |
| Республика Тыва                                                | 92,80      | 175 698    | 96,79 | 5 426      | 2,99  | 408                        |                            |
| Республика Крым                                                | 81,75      | 1 104 730  | 90,07 | 111 401    | 9,08  | 10 400                     |                            |
| Республика Дагестан                                            | 89,99      | 1 352 732  | 89,19 | 155 290    | 10,24 | 8 642                      |                            |
| Ямало-Ненецкий автономный округ                                | 80,76      | 265 237    | 89,16 | 30 605     | 10,29 | 1 626                      |                            |
| Краснодарский край                                             | 85,56      | 3 219 153  | 88,92 | 382 712    | 10,57 | 18 329                     |                            |
| Республика Башкортостан                                        | 90,83      | 2 448 685  | 88,68 | 292 701    | 10,60 | 19 888                     |                            |
| Республика Ингушетия                                           | 76,34      | 152 992    | 87,50 | 18 972     | 10,85 | 2 888                      |                            |
| Тамбовская область                                             | 80,40      | 583 972    | 87,41 | 80 138     | 11,99 | 3 995                      |                            |
| Кемеровская область                                            | 88,46      | 1 522 151  | 87,29 | 209 742    | 12,03 | 11 841                     |                            |
| Астраханская область                                           | 73,41      | 463 866    | 86,73 | 68 087     | 12,73 | 2 893                      |                            |
| Брянская область                                               | 89,36      | 749 749    | 85,81 | 114 009    | 13,05 | 10 008                     |                            |
| Республика Мордовия                                            | 79,60      | 408 380    | 85,60 | 65 931     | 13,82 | 2 767                      |                            |
| Тюменская область                                              | 77,37      | 748 290    | 85,57 | 122 759    | 14,04 | 3 386                      |                            |
| Кабардино-Балкарская Республика                                | 79,57      | 362 739    | 85,52 | 53 795     | 12,68 | 7 613                      |                            |
| Пензенская область                                             | 76,46      | 683 244    | 85,25 | 114 588    | 14,30 | 3 642                      |                            |
| Ставропольский край                                            | 81,26      | 1 304 638  | 84,85 | 213 467    | 13,88 | 19 479                     |                            |
| Карачаево-Черкесская Республика                                | 84,22      | 211 163    | 84,80 | 37 367     | 15,01 | 483                        |                            |
| Севастополь                                                    | 66,33      | 183 296    | 84,67 | 31 656     | 14,62 | 1 542                      |                            |
| Республика Адыгея                                              | 82,02      | 236 686    | 84,55 | 41 043     | 14,66 | 2 192                      |                            |
| Республика Калмыкия                                            | 73,67      | 124 265    | 84,09 | 21 986     | 14,88 | 1 526                      |                            |
| Ростовская область                                             | 78,40      | 2 099 202  | 83,54 | 400 454    | 15,94 | 13 282                     |                            |
| Волгоградская область                                          | 80,40      | 1 222 903  | 83,39 | 232 524    | 15,86 | 11 014                     |                            |
| Тульская область                                               | 73,16      | 710 765    | 83,09 | 138 652    | 16,21 | 5 958                      |                            |
| Республика Северная Осетия                                     | 82,76      | 352 314    | 82,83 | 71 856     | 16,89 | 1 195                      |                            |
| Республика Татарстан                                           | 79,68      | 1 943 685  | 82,81 | 389 765    | 16,61 | 13 650                     |                            |
| Саратовская область                                            | 76,98      | 1 187 697  | 82,24 | 244 989    | 16,96 | 11 562                     |                            |
| Белгородская область                                           | 79,72      | 798 636    | 81,76 | 170 172    | 17,42 | 7 956                      |                            |
| Самарская область                                              | 69,05      | 1 346 254  | 80,55 | 312 252    | 18,68 | 12 900                     |                            |
| Чукотский автономный округ                                     | 75,72      | 18 146     | 80,30 | 4 203      | 18,60 | 250                        |                            |
| Воронежская область                                            | 72,14      | 1 070 045  | 80,07 | 256 306    | 19,18 | 9 981                      |                            |
| Орловская область                                              | 75,69      | 372 411    | 79,74 | 88 970     | 19,05 | 5 658                      |                            |
| Ленинградская область                                          | 74,71      | 817 168    | 79,38 | 203 833    | 19,80 | 8 391                      |                            |
| Нижегородская область                                          | 73,91      | 1 505 620  | 79,31 | 382 801    | 20,16 | 10 044                     |                            |
| Московская область                                             | 76,18      | 3 488 197  | 78,96 | 888 794    | 20,12 | 40 642                     |                            |
| Приморский край                                                | 62,64      | 723 089    | 78,86 | 185 629    | 20,24 | 8 204                      |                            |
| Рязанская область                                              | 70,35      | 499 716    | 78,81 | 129 104    | 20,36 | 5 276                      |                            |
| Псковская область                                              | 56,24      | 231 684    | 78,69 | 60 626     | 20,59 | 5 276                      |                            |
| Липецкая область                                               | 66,31      | 479 670    | 78,56 | 124 509    | 20,39 | 6 358                      |                            |
| Всего                                                          | 67,97      | 57 747 288 | 77,92 | 15 761 978 | 21,27 | 604 951                    |                            |
| Санкт-Петербург                                                | 74,74      | 2 241 963  | 77,66 | 624 517    | 21,63 | 6 358                      |                            |
| Еврейская автономная область                                   | 72,11      | 70 213     | 77,30 | 19 430     | 21,39 | 1 184                      |                            |
| Ивановская область                                             | 64,21      | 390 256    | 76,23 | 117 846    | 23,02 | 3 857                      |                            |
| Республика Марий Эл                                            | 61,86      | 251 831    | 75,76 | 77 884     | 23,43 | 2 675                      |                            |
| Забайкальский край                                             | 60,08      | 352 670    | 74,92 | 114 010    | 24,22 | 4 059                      |                            |
| Сахалинская область                                            | 67,99      | 189 466    | 74,84 | 60 853     | 24,04 | 2 844                      |                            |
| Курская область                                                | 57,83      | 389 300    | 73,92 | 133 471    | 25,32 | 3 844                      |                            |
| Оренбургская область                                           | 73,55      | 834 406    | 73,60 | 286 720    | 25,29 | 12 535                     |                            |
| Республика Чувашия                                             | 64,11      | 426 779    | 72,57 | 154 351    | 26,25 | 6 925                      |                            |
| Калининградская область                                        | 56,59      | 334 755    | 72,15 | 125 341    | 27,02 | 3 851                      |                            |
| Смоленская область                                             | 54,33      | 296 792    | 71,97 | 111 247    | 26,98 | 4 368                      |                            |
| Республика Бурятия                                             | 64,60      | 329 208    | 71,95 | 121 205    | 26,49 | 7 169                      |                            |
| Алтайский край                                                 | 49,49      | 645 603    | 71,91 | 241 132    | 26,86 | 11 062                     |                            |
| Тверская область                                               | 54,94      | 410 421    | 71,87 | 155 409    | 27,21 | 5 236                      |                            |
| Новгородская область                                           | 49,34      | 172 997    | 71,44 | 66 616     | 27,51 | 2 543                      |                            |
| Владимирская область                                           | 53,26      | 419 606    | 71,18 | 164 025    | 27,82 | 5 898                      |                            |
| Ульяновская область                                            | 54,24      | 379 056    | 71,16 | 148 346    | 27,85 | 5 305                      |                            |
| Вологодская область                                            | 58,72      | 388 615    | 71,16 | 152 983    | 28,01 | 4 515                      |                            |
| Кировская область                                              | 55,61      | 409 702    | 70,89 | 163 247    | 28,25 | 5 012                      |                            |
| Пермский край                                                  | 52,49      | 734 802    | 70,75 | 293 643    | 28,27 | 10 129                     |                            |
| Республика Карелия                                             | 46,07      | 168 389    | 70,46 | 68 304     | 28,58 | 2 291                      |                            |
| Амурская область                                               | 59,17      | 103 726    | 70,42 | 258 548    | 28,25 | 4 876                      |                            |
| Калужская область                                              | 61,05      | 338 748    | 70,17 | 140 003    | 28,99 | 2 291                      |                            |
| Красноярский край                                              | 58,99      | 848 638    | 70,10 | 350 687    | 28,97 | 11 285                     |                            |
| Курганская область                                             | 57,83      | 276 378    | 69,58 | 117 294    | 29,53 | 3 515                      |                            |
| Челябинская область                                            | 65,88      | 1 190 097  | 69,54 | 505 597    | 29,55 | 15 570                     |                            |
| Республика Хакасия                                             | 51,48      | 141 381    | 69,52 | 59 758     | 29,38 | 2 225                      |                            |
| Ханты-Мансийский автономный округ                              | 61,72      | 487 750    | 69,00 | 212 434    | 30,05 | 6 692                      |                            |
| Удмуртская Республика                                          | 56,25      | 455 908    | 68,92 | 199 121    | 30,10 | 6 492                      |                            |
| Ярославская область                                            | 55,85      | 374 053    | 68,29 | 168 930    | 30,84 | 4 759                      |                            |
| Территория за пределами РФ                                     | 96,72      | 99 852     | 68,07 | 44 939     | 30,64 | 1 897                      |                            |
| Костромская область                                            | 50,97      | 180 846    | 67,92 | 83 044     | 31,19 | 2 357                      |                            |
| Новосибирская область                                          | 47,79      | 698 857    | 67,58 | 323 674    | 31,30 | 11 551                     |                            |
| Республика Алтай                                               | 51,46      | 55 291     | 66,16 | 27 433     | 32,83 | 842                        |                            |
| Свердловская область                                           | 51,55      | 1 132 182  | 65,99 | 565 242    | 32,94 | 18 298                     |                            |
| Архангельская область                                          | 50,58      | 297 432    | 65,78 | 150 935    | 33,38 | 3 813                      |                            |
| Москва                                                         | 55,93      | 2 855 547  | 65,29 | 1 485 963  | 33,98 | 32 145                     |                            |
| Республика Коми                                                | 51,82      | 221 113    | 65,08 | 115 322    | 33,94 | 3 337                      |                            |
| Томская область                                                | 44,57      | 223 046    | 64,86 | 117 232    | 34,09 | 3 813                      |                            |
| Иркутская область                                              | 44,18      | 529 770    | 64,28 | 287 131    | 34,84 | 7 214                      |                            |
| Мурманская область                                             | 45,15      | 163 735    | 62,54 | 95 095     | 36,33 | 2 958                      |                            |
| Хабаровский край                                               | 44,24      | 271 421    | 62,28 | 159 662    | 36,64 | 4 721                      |                            |
| Байконур                                                       | 50,11      | 4 288      | 62,27 | 2 548      | 37,00 | 50                         |                            |
| Омская область                                                 | 64,98      | 610 278    | 62,09 | 360 348    | 36,66 | 12 258                     |                            |
| Магаданская область                                            | 55,67      | 34 035     | 62,03 | 20 090     | 36,62 | 741                        |                            |
| Камчатский край                                                | 44,08      | 65 485     | 61,76 | 39 406     | 37,16 | 1 144                      |                            |
| Республика Саха                                                | 55,56      | 204 435    | 58,34 | 142 464    | 40,65 | 3 528                      |                            |
| Ненецкий автономный округ                                      | 58,36      | 9 567      | 43,78 | 12 074     | 55,25 | 212                        |                            |
| Источник: ЦИК Архивная копия от 3 июля 2020 на Wayback Machine |            |            |       |            |       |                            |                            |

#### Результаты по Ненецкому автономному округу
Ненецкий автономный округ оказался единственным субъектом федерации, где большинство граждан проголосовало против (55,25 % — против поправок и 43,78 % — за).
Председатель Центральной избирательной комиссии Российской Федерации Элла Памфилова отметила: «Мы результаты голосования не комментируем, а только фиксируем. Значит, там (в НАО) так проголосовали люди. Результаты говорят о достоверности подсчёта голосования».
В качестве основной причины называется решительное несогласие жителей субъекта федерации объединиться с Архангельской областью. Так, временно исполняющий обязанности губернатора Ненецкого автономного округа Юрий Бездудный сказал: «Да, большинство жителей НАО на общероссийском голосовании высказались против. Но их голоса не против поправок, а реакция на тему с объединением НАО и Архангельской области. Почти половина жителей округа высказались за поправки. Их мнение тоже нужно уважать. Самое главное, что выборы в НАО прошли честно, прозрачно, без нарушений и с соблюдением всех санитарных норм». Ранее подобную точку зрения высказывали и другие лица. Так председатель Совета при Президенте Российской Федерации по развитию гражданского общества и правам человека Валерий Фадеев высказал мнение, что причиной этому послужило то, что «кому-то захотелось присоединить этот автономный округ к Архангельской области. Видимо, жители этого округа не хотят ни к кому присоединяться», отдельно напомнив, что при всенародном голосовании в 1993 году «семь регионов конституцию не поддержали»; депутат Собрания депутатов Ненецкого автономного округа от КПРФ и руководитель парламентской фракции Татьяна Фёдорова, высказав мнение, что «весь процесс голосования был честен и прозрачен — его результаты этому доказательство» и «это снимает все вопросы по честности выборов в России», отметила, что «тот результат, который мы получили, — это позиция жителей округа по вопросу объединения, скорее, а не по вопросу одобрения поправок в Конституцию. Это попытка жителей округа обратить внимание центральных властей, которая сложилась по вопросу объединения, так называемое протестное голосование»; депутат Собрания депутатов Ненецкого автономного округа от партии «Родина» Андрей Ружников высказал мнение, что «Ненецкий округ всегда поддерживал все инициативы президента, но сейчас жители региона были очень напуганы перспективами объединения с Архангельской областью», полагая, что таким образом они «использовали любую возможность, чтобы донести своё нежелание объединяться до всех уровней власти», хотя и считает, что «голосование по поправкам было скорее против объединения, а не против поправок»; политолог Ростислав Туровский в беседе с корреспондентами РБК Елизаветой Антоновой и Евгением Калюковым пояснил, что протесты в Ненецком автономном округе происходят тогда, когда кто-то пытается покуситься на его статус: «Это было и на думских выборах 2011 года, когда вопрос об объединении с Архангельской областью будоражил общественное мнение, и раньше. Поэтому и сейчас вопрос об объединении обернулся протестным голосованием по поправкам. И это сигнал о необходимости прекратить процесс объединения»; директор по политическому анализу Института социального маркетинга (ИНСОМАР) Виктор Потуремский в беседе с ТАСС отметил: «Эксперты по региону и социологи поддерживают мнение, и я могу подтвердить, что результат голосования по НАО — это так называемое сигнальное голосование, связанное с внутренней повесткой региона. То есть ранее появилось обсуждение о возможном объединении НАО с соседними регионами, собственно, мы видим, к чему это привело. Часть людей послали сигнал, что не хотят объединения». А также подчеркнул, что подобное происходит, когда для привлечения внимания к региональной проблематике используется большая федеральная повестка.
Кандидат политических наук, глава Лаборатории социальных исследований Института региональных проблем (ИРП) Пётр Кирьян в беседе с сетевым изданием Газета.ru, отметив, что «легитимность голосования важнее результатов на конкретном участке, округе и регионе» и «есть очень популярная точка зрения, что везде должна быть „одна история“», указал на две причины, повлиявшие на результаты голосования в НАО. Первая, по его словам, заключается в том, что при голосовании у жителей НАО «к самой Конституции там вопросов не так много было, если говорить непосредственно по местной социологии», а сами они «были по большей части „за“», однако наличие проблемы объединения территорий и укрупнения региона «вызывает у людей протест». В качестве второй он сделал предположение, что граждане могли «просто неправильно трактовать» некоторые поправки, касающиеся федеральных территорий. В целом он считает, что «пришли сторонники и противники поправок и сделали такой выбор», и что «разрыв там не такой большой — примерно 2500 голосов», оценивая его как «отношение 2 к 3» и не тот случай, «когда когда у вас 20 % „за“, а 80 процентов — „против“».

#### Результаты по Республике Коми
Вечером 1 июля, после обработки 5,2 % протоколов в Коми, против поправок в Конституцию выступили 68,88 % участников голосования, за — 29,93 %. Однако уже вскоре итоги были изменены на противоположные. В ЦИК уточнили, что после обработки 28,31 % протоколов по поправкам в Конституцию в республике выступили 66,19 % избирателей, против — 32,89 %. Заместитель председателя ЦИК Николай Булаев во время пресс-конференции заявил, что причиной этого послужило то, что первая информация о результатах поступила «после обработки двух процентов протоколов» и «это результаты по двум введённым протоколам». Позднее председатель ЦИК Элла Памфилова пояснила, что ко времени обнародования первых данных в систему внесли «лишь несколько» протоколов участковых избирательных комиссий, а ошибка появилась только когда цифры были отражены на панели информационного центра, и она была быстро устранена. Памфилова объяснила, что причиной таких расхождений стала усталость членов избирательной комиссии: «Ну, элементарно, как мне пояснили, люди уставшие были. Линейка соскользнула — и всё, извините», добавив, что ЦИК не собирается ничего скрывать, а ход подсчёта голосов «все могли наблюдать в режиме онлайн».
Геолог и бывший председатель отделения «Партии прогресса» в Республике Коми Григорий Каблис в своём блоге на веб-сайте «Семь на семь» заявил, что поскольку данные итоговых протоколов вносятся не вручную, а с помощью QR-кодов через систему «ГАС „Выборы“» (в Республике Коми начиная с 2017 года), то ошибка оператора при вводе данных была исключена. Каблис высказал предположение, что после получения в 21:00 автоматическим путём предварительных результатов, которые он назвал «сильно отличающиеся от среднероссийских», около 21:05 всем территориальным избирательным комиссиям в Республике Коми запретили вводить данные в «ГАС „Выборы“», а в то же самое время «уже введённые „аномальные“ участки и приказали пересчитывать». В целом Каблис сделал вывод, что «доверия к избирательной системе России вообще и Республике Коми в частности как не было, так и нет».

#### Результаты по Республике Саха (Якутия)
В Якутии за поправки выступили 58,34 % избирателей, против — 40,65 %. В числе голосовавших против оказалась глава городского округа «Город Якутск» Сардана Авксентьева. Пресс-секретарь Авксентьевой Алексей Толстяков опровергнув появившуюся в социальных сетях и на одном из Telegram-каналов отредактированную фотографию Авксентьевой с бюллетенем во время голосования за поправки в Конституцию России, где она якобы отметила графу «за», в связи с этим сказал следующее: «Удивительно, что в телеге на этот вброс повелись. Как избранный мэр будет голосовать за поправки, в числе которых отмена прямых выборов мэра? Это же выстрел самому себе в ногу, как минимум».

#### В других субъектах федерации
Выпускающий редактор российской версии журнала Forbes Юлия Котова указывала, что наибольший разрыв между сторонниками и противниками поправок был в Чеченской Республике (97,92 % — за, 1,94 % — против). В число субъектов федерации, где число голосов «за» составило более 90 %, вошли Республика Тыва (96,79 % — за, 2,99 % против) и Республика Крым (90,07 % за, 9,08 % против). Она отметила, что в Республике Дагестан во время подсчётов голосов более 90 % голосов также выступали в поддержку поправок, однако ко времени публикации её статьи данные ЦИК показывали в республике 89,19 % — за и 10,24 % — против. Кроме того, она обратила внимание на то, что в пяти субъектах федерации количество противников поправок превысило 36 % — Камчатский край (37,16 %), Магаданская область (36,62 %), Мурманская область (36,63 %), Омская область (36,66 %) и Хабаровский край (36,64 %). Касательно очного голосования в Москве Котова указала, что, по предварительным данным ЦИК, поддержку выразили 65,24 % избирателей, в то время как против выступило 34,03 %, подчеркнув, что «на электронном голосовании в Москве число противников поправок оказалось больше — 37,67 % (за 62,33 %)». Кроме того, Котова обратила внимание на то, что «на одном из участков в московском районе Раменки итоги голосования признали недействительными после того, как камеры зафиксировали предполагаемый вброс».

## Критика

### Изменение текста множества положений Конституции
В соответствии с пунктом 2 статьи 2 Федерального закона «О порядке принятия и вступления в силу поправок к Конституции Российской Федерации», одним законом Российской Федерации о поправке к Конституции Российской Федерации охватываются взаимосвязанные изменения конституционного текста, а в соответствии с пунктом 3 той же статьи, закон о поправке к Конституции Российской Федерации получает наименование, отражающее суть данной поправки. Однородность вносимых в Конституцию России изменений оспаривается, в частности, организацией «Голос». Так, в январе 2020 года она заявила, что некоторые поправки не связаны между другими содержательно, а наименование Закона не отражает всех вносимых поправок: «Часть 2 статьи 1 проекта закона о поправке, дополняющая статью 75 Конституции гарантией минимального размера оплаты труда не менее величины прожиточного минимума, гарантией индексации социальных пособий и выплат, а также гарантией регулярности индексации размера пенсий, сложно отнести к вопросам организации публичной власти».

### Повышение явки
29 мая корреспондент электронного издания Meduza Андрей Перцев, отметив, что порога явки для принятия поправок к Конституции нет и поэтому они будут считаться одобренными и вступят в силу, если большинство проголосовавших выскажется за поправки, утверждает, что на практике местные власти и руководители бюджетных организаций стремятся использовать административные способы повышения явки для того, чтобы продемонстрировать свои организаторские способности. В тот же день корреспонденты газеты Коммерсантъ Андрей Винокуров, Елена Рожкова, Ангелина Галанина, Владимир Хейфец, отметив, что председатель ЦИК Элла Памфилова говорила, что практика по принуждению к участию в плебисците должна пресекаться как незаконная, заявили, что их «несколько пожелавших сохранить анонимность собеседников» сообщили о том, что «их настойчиво агитируют принять участие в электронном голосовании, причём на сайте mos.ru».
13 июня корреспондент «Новой газеты» Ирина Лукьянова, отметив, что «принять всерьёз заявление председателя ЦИК о фейках никак не получается», заявила, что «даже беглый опрос коллег из других школ и личных знакомых дал за полчаса больше десятка подтверждений: да, принуждают». При этом сетевое издание NEWSru.com отметило, что «все собеседники Лукьяновой ожидаемо отказались „деанонимизироваться“ по призыву Эллы Памфиловой: учителя зависят от директоров школ, а те — от департамента образования, то есть от правительства Москвы, которому ЦИК передаёт поступающие на горячую линию жалобы». Корреспонденты сетевого издания Фонтанка.ру Ирина Корбат и Александр Ермаков сообщили о множественных случаях принуждения работников бюджетных организаций Санкт-Петербурга к досрочному голосованию и систематической работе комитета социальной политики Петербурга по обзвону граждан с целью привлечения максимального числа граждан к голосованию на дому.
16 июня оппозиционный политик Алексей Навальный выложил документы о зарегистрированных на электронное и досрочное голосование бюджетниках и людях из их окружения; по данным оппозиционера, эти отчёты составлены Департаментом информационных технологий мэрии Москвы, а городские чиновники систематически принуждают своих подчинённых к голосованию на закрытых участках и электронно. В тот же день Центральная избирательная комиссия РФ сообщила о том, что 15 июня поступило девять обращений из Санкт-Петербурга и восемь — из Москвы, из которых 13 касались конкретных работодателей, занимавшихся «принуждением к голосованию с использованием административного ресурса». ЦИК было отмечено, что «жалобы из Петербурга связаны, по мнению заявителей, с противоправными действиями должностных лиц следующих учреждений и организаций: администрация Кировского района, медицинские учреждения Кировского района, администрация Курортного района, жилищный комитет, комитет по культуре Петербурга». Газета «Деловой Петербург» высказала предположение, что этим «могли заниматься в московском метрополитене и нескольких столичных школах, а также в администрациях районов Петербурга, в жилищном комитете и городском комитете по культуре».
Кроме того, некоторые регионы планировали стимулировать участие в плебисците: в Москве планировалось разыграть сертификаты для покупок в городских магазинах и ресторанах общей стоимостью в 10 млрд рублей, в Омской области на голосовании будут разыграны 6 квартир и 5 автомобилей, а в Красноярском крае — 10 квартир, 10 автомобилей и 50 смартфонов.

### Уязвимость Mos.ru
17 июня корреспонденты телеканала «Дождь» Антон Баев и Александра Шанталова опубликовали материал о действующей в Москве на протяжении полугода группе, регистрирующей по базе персональных данных пенсионеров на портале mos.ru для будущего голосования за поправки в Конституцию. Организаторы выдают десятки сим-карт желающим заработать, чтобы те регистрировали новые аккаунты: за регистрацию платят 75 рублей, за голосование в поддержку поправок обещают 50. Журналисты предположили, что речь может идти о десятках тысяч зарегистрированных подложных аккаунтов. В ночь на 18 июня сотрудники полиции приехали к редакции «Дождя» и взяли объяснения у Баева. По словам шеф-редактора канала Дмитрия Еловского, сотрудникам МВД были нужны данные людей, которые организовали раздачу сим-карт для голосования.
Артём Костырко заявил, что аккаунты, зарегистрированные на mos.ru позже 5 июня, не будут допущены к голосованию. Корреспонденты «Медузы» Наталья Кондрашова и Татьяна Лысова к 21 июня не смогли найти документально оформленного решения о таких ограничениях, а также смогла самостоятельно зарегистрировать новый аккаунт и получить приглашение на тестовое голосование.
На следующий день после выхода материала «Дождя» пресс-секретарь президента Дмитрий Песков назвал его «абсолютной чушью», а ведущая телепрограммы «60 минут» Ольга Скабеева вбросом и «лживой постановкой». Заместитель председателя Общественной палаты Москвы и главный редактор «Эхо Москвы» Алексей Венедиктов заявил, что все заявки на участие в электронном голосовании проверяют как московские чиновники, так и ФСБ. Начальник управления по совершенствованию территориального управления и развитию смарт-проектов правительства Москвы Артём Костырко, являющийся главным разработчиком электронного голосования, в 24 июня в эфире «Эхо Москвы» рассказал, что из реестра электронных избирателей удалено 24 тыс. записей, из них — 15 тыс. аккаунтов, созданных после 5 июня. Общее число заявок на электронное голосование, отправленных с аккаунтов, созданных после 5 июня не сообщалось.
Сергей Шпилькин, физик и независимый эксперт в области электоральной статистики, 24 июня на своей странице в социальной сети Facebook написал, что по его данным в среднем на электронное голосование записался примерно каждый седьмой избиратель, около 0,53 млн москвичей прикрепились к участку по месту нахождения. В Троицком округе на 4 участках на электронное голосование записалось больше людей (от 3,5 до 7 тыс.), чем предельная нормативная численность избирателей на участке (3 тыс.). В избирательной комиссии Троицка такое аномальное число заявок объяснили техническим сбоем.

### Процедура голосования

#### Временные пункты голосования
Наблюдатели[кто?] зафиксировали факты проведения голосования вне официальных участков по всей стране: на лавочках во дворах домов (в Новосибирске и Пушкине), в шатрах (в Брянске и Орле), в пассажирском автобусе (в Твери), а также на пнях (в Брянске, Владимире и Ульяновске). Такой формат голосования с использованием мобильных УИКов предусмотрен рекомендациями ЦИК по голосованию в условиях пандемии коронавируса: если «помещение, где обычно проводят голосование, не соответствует требованиям эпидемиологической безопасности, можно оборудовать площадку на открытом воздухе». В то же время глава ЦИК Элла Памфилова заявляла на заседании ЦИК 25 июня 2020 года, что таких неподготовленных площадок нет: «Никто не голосует на лавочках и на багажниках машин. Никакого голосования на лавочках и багажниках не предусмотрено и не будет». Использование мобильных УИКов затрудняет наблюдение за выборами, чем открывает простор для злоупотреблений.
Также из-за размещения части участков голосования вне помещений, в том числе на древесных пнях, критики назвали это голосование «голосованием на пеньках». В ответ на эту критику глава ЦИК Элла Памфилова сначала (в августе) отрицала факты голосования на пнях, затем, в начале сентября признала, что пень был всего один — в Ульяновской области, а впоследствии признала наличие трёх пней, использовавшихся во время голосования — по одному во Владимирской, Брянской и Ульяновской областях.

#### Электронное голосование
Жители Москвы и Нижегородской области могли проголосовать электронно. Ранее такой способ волеизъявления использовался лишь один раз на выборах в Московскую городскую думу в 2019-м. В качестве минусов такого способа голосования были названы отсутствие уверенности в сохранении тайны голосования, в правильности подсчёта голосов, а также предоставление возможности для контроля за волеизъявлением. После окончания голосования была обнародована информация о возможном разглашении персональных данных граждан, проголосовавших электронно (см. § Предполагаемая утечка персональных данных электронного голосования). В целом международные наблюдатели, посетившие Общественный штаб по контролю и наблюдению за электронным голосованием, высоко оценили проведение процедуры в Москве. Заместитель председателя ЦИК Николай Булаев прогнозирует применение процедуры дистанционного голосования «в том числе на федеральном уровне», подчёркивая, что «уже невозможно не учитывать её востребованность». А министр цифрового развития, связи и массовых коммуникаций Максут Шадаев, отметивший высокую явку на онлайн-голосовании — более 93 %, заметил, что такой подход отражает удобство и простоту этой процедуры, а «эта технология должна стать постоянной неотъемлемой частью самого процесса голосования».

#### Досрочное голосование
На федеральных выборах в России досрочное голосование уже не используется (за исключением труднодоступных и отдалённых территорий), на региональных — используется ограниченно. На данном плебисците же досрочное голосование имело место (в целых местностях, на дому…); традиционная для выборов норма, предписывающая подсчитывать голоса досрочников отдельно, не применялась. Проверка достоверности результатов досрочного голосования в таких условиях практически невозможна.

### Формулировка вопроса, вынесенного на голосование
Ольга Северская — автор программы «Говорим по-русски!» на радиостанции «Эхо Москвы», кандидат филологических наук, ведущий научный сотрудник Института русского языка РАН — утверждает, что формулировка «Вы одобряете изменения в Конституцию Российской Федерации?» содержит грубую грамматическую ошибку: в данном случае следовало бы употребить слова «в Конституции» (предложный падеж вместо винительного) или перефразировать вопрос. По её словам, об этом «ещё на стадии подготовки бюллетеней <…> Институт русского языка писал компетентным людям».
Маргарита Русецкая — ректор Государственного института русского языка имени А. С. Пушкина — не считает, что лингвистические нормы нарушены: подразумеваются «изменения, вносимые в Конституцию», пропущенное слово легко восстанавливается по смыслу.

### Предполагаемая утечка персональных данных электронного голосования
Журналист сетевого издания Meduza Денис Дмитриев заявил, что 1 июля, по меньшей мере в период с 9 до 12 часов по московскому времени, любой желающий мог получить доступ к скачиванию архива с паспортными данными более миллиона жителей Москвы и Нижегородской области. По словам журналиста, он таким образом получил доступ к 1 190 726 записям избирателей, записанных на дистанционное голосование. Кроме того, Дмитриев утверждал, что в базе данных дважды были записаны 97 паспортов, а проведённая им через сервис Главного управления по вопросам миграции МВД России проверка показала недействительность более 4000 паспортов, большинство из которых было использовано для участия в голосовании.

### Массовые фальсификации
Физик Сергей Шпилькин, независимый эксперт по электоральной статистике, заявил, что около 45 % всех голосов за поправки были сфальсифицированы. При этом, по словам Шпилькина, определить конкретный способ фальсификации — принудительное голосование, вброс бюллетеней или подделка протокола голосования — при помощи анализа данных невозможно, поскольку такие вещи в статистике не удастся различить. Корреспондент электронного издания Meduza Дмитрий Кузнец в своей статье указал, что Шпилькин считает, что на голосовании по поправкам могли иметь место самые большие фальсификации в новейшей истории, что за поправки проголосовали лишь 30 % россиян. Реальные результаты Шпилькин оценивает как 65 % «за» и 35 % «против» при явке около 42 процентов. Это близко к результатам опроса, проведённого вскоре после голосования: 60 % опрошенных заявили, что голосовали «за»; честным или скорее честным голосование назвало 48 % опрошенных.
2 июля 2020 года движение «Голос» назвало итоги голосования и явку сфальсифицированными. По мнению организации, голосование было организовано не для выявления мнения граждан, а для формирования требуемого власти представления о нём. В отчёте движения было заявлено, что оно получило более 1,5 тыс. жалоб и обращений, касающихся голосования по внесению поправок в Конституцию, из которых в 682 сообщениях им были обнаружены признаки нарушений. В свою очередь Совет при Президенте РФ по развитию гражданского общества и правам человека заявил, что свыше 90 % сообщений «Голоса» относительно нарушений оказались ложными, а председатель ЦИК РФ Элла Памфилова назвала организацию «деградировавшей» и «токсичной». Глава СПЧ, чья рабочая группа следила за ходом голосования в 11 регионах страны, Валерий Фадеев заявил, что «существенных замечаний, нарушений закона, которые могли бы повлиять на ход, результаты голосования, не зафиксировано, из чего можно сделать вывод, что голосование легитимно».
29 сентября 2020 года в научном журнале Significance, который издаётся Королевским статистическим обществом Великобритании и Американской статистической ассоциацией, была опубликована статья Suspect peaks in Russia’s «referendum» results («Подозрительные пики результатов „референдума“ в России»). В публикации учёные Дмитрий Кобак, Сергей Шпилькин и Максим Пшеничников по результатам статистического анализа обнаружили больше 3 тысяч избирательных участков для голосования с подозрительными результатами. Было найдено большое количество участков с целочисленным процентом проголосовавших, что выглядит неправдоподобно и объяснимо только мошенничеством и подделкой результатов ради получения определённого процента.

### Иностранные наблюдатели
5 мая 2021 года «Новая газета» опубликовала журналистское расследование, проведённое совместно с центром «Досье», согласно выводам которого иностранные наблюдатели и «международные эксперты» (около 60 человек), оценивавшие ход голосования по поправкам к Конституции России, были организованно доставлены в Россию на одном чартерном рейсе «Уральских авиалиний», и точно так же были отправлены обратно. Самой многочисленной была «делегация» Франции — 16 человек (все — представители партии «Национальное объединение»), в том числе депутат Европарламента Тьерри Мариани, из чьего публичного отчёта о посещённых мероприятиях и удалось установить факт поездки. Планы поездок «экспертов» по избирательным участкам, как выяснила «Новая газета», были поминутно расписаны и разосланы вместе с приглашениями ещё до приезда в Россию. Таким образом, избирательным комиссиям было заранее известно, куда и во сколько приедут иностранные наблюдатели. Всё мероприятие было организовано Общественной палатой. Источники финансирования пребывания «экспертов» в России неизвестны. Список имён приглашённых Общественная палата назвать отказалась, сославшись на то, что «эксперты публично и открыто взаимодействовали со всеми обратившимися к ним представителями СМИ, их фамилии и имена цитировались в прессе».

## Сроки проведения голосования
Первоначально датой проведения голосования было названо 22 апреля 2020 года. Из-за пандемии COVID-19 в запланированные сроки голосование проведено не было, итоговой датой было назначено 1 июля 2020 года с возможностью голосовать начиная с 25 июня 2020 года.
К сроку проведения голосования были высказаны претензии: из-за массовости мероприятия не исключается его отрицательное влияние на эпидемиологическую обстановку (толчок к новым массовым случаям заражения COVID-19), также из-за принятых санитарных мер, в частности, был затруднён контроль за голосованием (наблюдатели не имели возможности с близкого расстояния отслеживать действия участников голосования) — таким образом, для обеспечения безопасности граждан голосование следовало проводить позже после нормализации эпидемиологической обстановки.

## Оценки
28 февраля председатель ЦИК России Элла Памфилова объявила об упразднении научно-экспертного совета при комиссии, объяснив это его «абсолютно неприемлемой» формой и «абсолютным анахронизмом». Незадолго до этого, согласно корреспондентам РБК Евгении Кузнецовой и Натальи Галимовой, ряд членов совета написал письмо с критикой грядущего голосования. Бывший член совета и главный редактор радиостанции «Эхо Москвы» Алексей Венедиктов публично выступал против расширения возможностей досрочного и надомного голосования из-за невозможности за ним наблюдать, что, по его мнению, может привести «к дискредитации результатов голосования», и связывал роспуск совета с негативным отношением его членов к предстоящему голосованию.
В марте 2020 года руководитель фонда «Институт социально-экономических и политических исследований» Дмитрий Бадовский, политолог Виталий Иванов, политолог Александр Кынев, президент коммуникационного холдинга «Минченко консалтинг» Евгений Минченко, политолог Николай Петров, профессор кафедры конституционного и муниципального права Высшей школы экономики Илья Шаблинский высказали точку зрения, что предоставление возможности Путину остаться президентом после 2024 года было главной целью всей кампании по поправкам, а остальные изменения служат просто прикрытием замысла, поэтому наличие в пакете поправок положения об «обнулении» вынуждает противников Путина отклонить этот пакет в целом, независимо от отношения к другим деталям. По мнению политолога Александра Пожалова и основателя партии «Яблоко» Григория Явлинского, голосование о поправках по сути станет референдумом о поддержке Путина, причём, по словам Явлинского, оно открывает путь к его пожизненному правлению. Крайне негативно поправку об «обнулении» президентских сроков оценил в своём блоге на сайте «Эхо Москвы» академик РАН Ю. С. Пивоваров, заявив, что этим «обесценивают Основной закон» и что «с историко-юридической и историко-политологической точек зрения это очень опасная и чреватая печальными последствиями операция». Политолог Леонид Радзиховский отметил, что «результаты голосования при больших разрывах в любом случае выражают общие тренды», учитывая, что «все ощущали: голосуем, в конечном счёте, или „за“ нынешнюю власть, или „против“»
Важной характеристикой голосования является то, что оно происходит во время пандемии COVID-19, что потенциально ставит под угрозу здоровье тысяч людей. Распространённой[где?] является позиция[кто?], что плебисцит следовало отложить на ещё более поздний срок, до окончания пандемии. Вместе с тем политолог Андрей Щербак в своём интервью отметил, что власть опасается долгосрочного снижения рейтинга на фоне падения экономики из-за карантинных мер и возможной «второй волны» эпидемии осенью-зимой.
Пресс-секретарь президента России Дмитрий Песков сказал, что итоги голосования в Кремле считают триумфом доверия Владимиру Путину. Песков заявил об «общественной активности в процессе формулирования поправок, инициирования поправок» и отметил высокий интерес к изменению Конституции, заявив при этом, что итоги голосования спрогнозировать было очень сложно.
7 июля 2020 года первый заместитель председателя комиссии Общественной палаты России по развитию информационного сообщества, СМИ и массовых коммуникаций Александр Малькевич в беседе с ТАСС заявил, что начиная с 5 июня Общественной палатой проводился мониторинг фейков касающихся общероссийского голосования и за месяц в общей сложности было «выявлено почти 9 тыс. фейковых сообщений», из которых 3 тысячи пришлись на Москву, а все прочие на другие субъекты федерации в соотношении «примерно от 5 до 100 сообщений на каждый регион». Также он отметил, что «было выявлено от 50 до 100 так называемых общефедеральных фейков, которые были вне регионов и должны были напугать граждан всей страны».
Июньский номер газеты муниципального округа Владимирский Санкт-Петербурга вышел под заголовком «Я/Мы наша Конституция». Инициатива такой формы протеста против изменения Конституции принадлежала заместителю главы округа и главному редактору газеты Виталию Боварю.

## Агитационные кампании
Сопредседатель движения «Голос» Григорий Мельконьянц выделил 5 стратегий участия в голосовании 1 июля:
- Отдать голос за.
- Отдать голос против.
- Сделать бюллетень недействительным — фактически означает «нет».
- Унести бюллетень — это повысит явку, но не изменит пропорцию голосов.
- Не ходить на голосование — повлияет только на явку, но не на результат.

Оппозиционные движения, партии и политики заняли разные позиции по отношению к голосованию: среди них нашлись как сторонники голосования против (Открытая Россия, КПРФ), так и те, которые призвали не участвовать в голосовании (Левый фронт, Яблоко, ПАРНАС).

### Материалы государственных органов
В законе, регулирующем общероссийское голосование, государственная агитация за или против не упоминается. У органов власти есть право информировать, а у избирательных комиссий есть обязанность информировать граждан о поправках. По мнению экспертов движения «Голос», материалы ЦИК носят агитационный характер, нарушают принцип беспристрастности организаторов общероссийского голосования и действующее законодательство. Речь идёт, в частности, о роликах с участием Сергея Безрукова, Владимира Машкова и Олега Газманова, изготовленных по заказу Центризбиркома. Пресс-служба ЦИК в ответ заявила, что их материалы создаются «в целях информирования граждан Российской Федерации о подготовке и проведении общероссийского голосования, разъяснения порядка участия в нём».
Журналист Александр Плющев и неназванный корреспондент газеты «Ведомости» обратили внимание на то, что на сайте для дистанционного электронного голосования 2020og.ru не было упоминания о статье, «обнуляющей» сроки президента Владимира Путина. Корреспондент электронного издания Meduza Денис Дмитриев указывал, что также редакторы сайта вручную переписали часть поправок, в некоторых случаях исказив их суть. Позже ряд ошибок был исправлен, некоторые убрали вместе с самими поправками, другие остались неизменными. Член московской Общественной наблюдательной комиссии Марина Литвинович указала на своей странице в социальной сети Facebook, что после жалобы активистов кампании «НЕТ!» в ЦИК на присутствие агитации за поправки, в том числе в разделах «Новости» и «Мнения», спорный раздел был убран с сайта.
Один из распространённых ходов — использование слов одобрения в цифровых и печатных материалах. 10 июня корреспондент электронного издания TJ Ольга Щербинина отметила, что на сайтах Госуслуг по меньшей мере в 11 регионах размещался призыв голосовать за поправки (баннер «С Госуслугами удобно: выбирайте участок и голосуйте за поправки в Конституцию!»), при этом в Москве использовался нейтральный текст («Изменения в Конституцию на Госуслугах: голосуйте на участке, дома, онлайн!»). 14 июня сетевое издание «Подъём» утверждало, что его подписчица прислала фотографию объявления в подъезде в Тверском районе Москвы с призывом голосовать за поправки в Конституцию, а фотографию похожей листовки прислал изданию житель Ломоносовского района. Газета «Ведомости» отмечает, что организаторы кампании «Нет!» обратились в Центральную избирательную комиссию с письмом, в котором утверждали, что на билбордах и телеканалах проводится агитационная кампания, направленная на принятие поправок, и потребовали предоставить им возможность проведения агитировать против, а также указывает, что член ЦИЦ Майя Гришина заявила РБК, что закон о проведении общероссийского голосования по поправкам в Конституцию не содержит положений относительно агитации за или против, поскольку там говорится об информировании населения, что возложено на избирательные комиссии и СМИ, а материалы на уличных билбордах и телевизионные ролики об этом являются информационными.

### За поправки
В поддержку поправок выступают многие российские знаменитости, записывая ролики и посты в соцсетях. Выступившие в Instagram в поддержку голосования по Конституции в основном продвигают идею голосования онлайн. Среди них — фигурист Евгений Плющенко и его жена продюсер Яна Рудковская, телеведущие Ольга Бузова и Ксения Бородина, исполнители Стас Михайлов и Кэти Топурия.
Кроме того, в поддержку поправок выпустили видеоролики крупные медиахолдинги:
- Федеральное агентство новостей и медиагруппа «Патриот» выпустили ролик на YouTube, в котором однополая пара усыновляет ребёнка. Актёр Александр Филимоненко, сыгравший роль «гей-мамы», заявил «МБХ медиа», что не думал, что ролик станет таким популярным; отметил, что проголосует против поправок и для него «это только работа», он «как актёр, снимался» за деньги[184][185][186].
- Государственный телеканал «Russia Today» 2 июня опубликовал видеоролик «Принимаем вместе: 1 июля пройдёт голосование по поправкам к Конституции РФ», в котором в том числе снялись актёр Иван Охлобыстин, художественный руководитель Московского театра мюзикла Михаил Швыдкой, актёр Василий Лановой, актриса Ирина Купченко и дизайнер Артемий Лебедев. Позже Лебедев, ещё в апреле заявлявший о своём игнорировании любых голосований, призвал не ходить на плебисцит, объясняя своё участие в ролике тем, что во время съёмок поправки об «обнулении» не было[186][187][188].
- Спортивный государственный телеканал «Матч ТВ» снимал ролики в поддержку принятия поправок, используя финальный хоккейный матч Россия — Германия на Олимпиаде в Пхёнчхане: у российской сборной долго ничего не получалось, но в середине третьего периода «были внесены поправки» — и благодаря им команда смогла одержать победу[189].

- Агитация за
- «Сохраним родную культуру и язык»

### Против поправок
Ряд политических и общественных деятелей начал кампанию против внесения поправок в Конституцию «НЕТ!». Однако вскоре Роскомнадзор заблокировал сайт кампании, несмотря на что, он продолжил свою работу на другом домене.
15 июня 2020 года сооснователь фонда «Городские проекты» Максим Кац, ведущий в Интернете кампанию против принятия поправок и призывавший граждан к обязательному участию в голосовании, и Алексей Навальный, выступавший за бойкот голосования, провели дебаты о тактике оппозиции на общероссийском голосовании. Они оба раскритиковали содержание поправок — в частности, «обнуление» президентских сроков — и процедуру общероссийского голосования. Алексей Навальный призывал «знать всю правду об этом голосовании» и иметь в виду, что при предложенной процедуре голос избирателя «ничего не стоит», доказывал, что голосование против — далеко не единственный и не самый лучший способ выражения протеста. Максим Кац же призывал людей оппозиционных взглядов объединиться и не отказываться от возможности выразить чёткую отрицательную позицию на избирательных участках: «Когда рядом с тобой стоит урна, ты должен кидать туда своё мнение. Мы должны пользоваться тем, что есть. Мы должны использовать это голосование для консолидации людей, потому что мы не поддерживаем пожизненное правление Путина». Согласно опросу TJ, в дебатах победил Максим Кац.
В начале июня политик Леонид Волков, выступавший за бойкот голосования, предложил членам УИК, которых по стране около 900 тысяч, стратегию забастовки. Она предполагает отказ членов УИКов от участия в своей работе, что не наказывается, но может помешать собрать кворум. Волкова поддержали некоторые члены избиркомов и политик Алексей Навальный. 17 июня «Открытые медиа» сообщали, что в ряде районов на севере Москвы участковые комиссии не могут собрать кворум, так как члены столичных УИКов и ТИКов боятся заразиться коронавирусом из-за отсутствия тестирования. Координатор наблюдателей на севере Москвы рассказала, что есть районы, где готовы работать только 1—2 члена участковых комиссий (при норме в 10—12 членов).
Против поправок выступил Юрий Дудь, напомнив, что в 2008 году действующий президент был против изменения Конституции. Звёзд эстрады, агитировавших за поправки, высмеивал в стихотворении Сергей Шнуров.
Агитацию против поправок некоторые государственные деятели традиционно связывали с «иностранным влиянием». 18 июня представитель Общественной палаты заявил, что за две недели было выявлено более 1,5 тыс. фейков, связанных с поправками к конституции. Глава комитета СФ по конституционному законодательству и госстроительству, сопредседатель рабочей группы по поправкам к конституции Андрей Клишас называл вброс такого количества фейков «неслучайным», а глава временной комиссии СФ по защите госсуверенитета и предотвращению вмешательства во внутренние дела РФ Андрей Климов связал эти публикации с деятельностью СМИ-иноагентов.
22 июня Евгений Смирнов, член территориальной избирательной комиссии № 46 Санкт-Петербурга с правом решающего голоса и участник движения «Чайный клуб», расклеивавший листовки с призывами проголосовать против поправок в Конституцию, заявил электронному изданию «Северо-Запад. МБХ медиа»: «Мы с другом, членом УИК, расклеивали листовки на информационных стендах, когда на нас напали трое человек. Они кричали: „Предатели родины!“, „Пидоры!“, „Мы за Путина!“». По утверждению Telegram-канала «Чайный клуб», «полиция на место происшествия ехать отказалась, предложив „позже заехать в отделение самим“», в то время как «Северо-Запад. МБХ медиа» и ОВД-Инфо утверждают, что Смирнов дважды пробовал вызвать полицию, но сотрудники правоохранительных органов предложили ему самому прийти в отделение полиции после травматологического пункта, а также издания указали, что в последнем у него «зафиксировали рассечение века, а также гематомы не щеке и ушиб головы».
Оппозиционное объединение «ПДС НПСР» подало заявку на митинг 22 июня на проспекте Сахарова. Митинг не согласовали, часть пришедших задержана.
- Агитация против
- Митинг против поправок к Конституции в Екатеринбурге, 1 февраля 2020 года
- Пикет против изменения Конституции России, Казань, июнь 2020 года

## Научные статьи
- Кондрашёв А.А. Конституционные поправки 2020: скрытые смыслы и правовая реальность // Енисейские политико-правовые чтения. Сборник научных статей по материалам XIII Всероссийской научно-практической конференции.. — Красноярск: Издательство Сибирского федерального университета, 2020. — С. 156—166.
- Коновалов Д.Д. Общероссийское голосование по вопросу одобрения изменений в Конституцию России: зачем и почему? // Конституционное и муниципальное право. 2020. №11. С. 60-63.
- Старостина И.А. Общероссийское голосование в контексте конституционных поправок 2020 г. // Конституционное и муниципальное право. 2020. №8. С. 18-23.